# Silahdar Aga

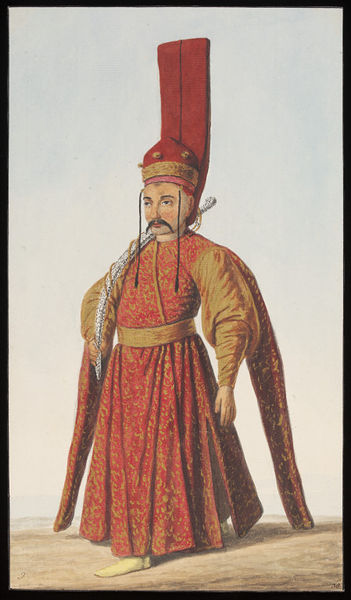
Zobrazení silahdara agy, cca 1809

Silahdar Aga byl palácový úředník v Osmanské říši, označující hlavního poručníka osmanského sultána. Držitelé tohoto titulu měli značný vliv a to i na vyšší úředníky a samotné velkovezíry.
Název titulu je odvozen od perského slova silahdar (zbrojnoš). Tento byl používán již v době Seldžuckého sultanátu a označoval jednoho ze sultánových pomocníků, který nosil jeho zbraň a byl zodpovědný za vyzbrojení armády. Osmané si tento titul přisvojili a nadále jej využívali. Od dob sultána Mehmeda II. (vláda 1451-1481) byl silahdar aga druhým nejvýše postaveným mužem ve vládě. Střežil také sultánovu soukromou komnatu spolu s dalšími čtyřmi strážci.
Práci silahdar agy zahrnovalo také zpracování veškeré příchozí i odchozí korespondence od sultána. Dále doprovázel sultána při jeho veřejných vystoupeních nebo cestách, kde po celou dobu nosil jeho výzbroj. Mimo to měl na starost zvláštní bodyguardský pluk silahdar bölüğü or sarı bayrak bölüğü (v překladu Divize žlutého praporu). Za dob Mehmeda II. čítal pluk silahdara agy 2 tisíce vojáků, za vlády Mahmuda II. (v letech 1808-39) měl na starost již 12 tisíc mužů.
Díky neustálé blízkosti sultánovi byli tito muži velmi vlivní a mnoho nositelů titul se následně dostalo na vyšší funkce v osmanské vládě, někteří dosáhli i na funkci velkovezíra. Pod schopným Çorlulu Ali Pašou, který zastával post silahdara agy za vlády Mustafy II. (1695-1703) vzrostla moc této funkce natolik, že nakonec zastal funkci dřívějších titulů Kapi Aga. Posledním držitelem titulu byl Giritli Ali Paša, který zemřel v roce 1831. Sultán Mahmud II. poté funkci zrušil a sloučil jej s funkcí strážce pokladny.